# Evgenij Korol'kov
Evgenij Viktorovič Korol'kov (in russo Евгений Викторович Корольков?; Mosca, 9 settembre 1930 – Sergiev Posad, 23 dicembre 2014) è stato un ginnasta sovietico.

## Palmarès

### Olimpiadi
- Oro a Helsinki 1952 nel concorso a squadre.
- Argento a Helsinki 1952 nel cavallo con maniglie.

### Mondiali
- Oro a Roma 1954 nel concorso a squadre.
- Argento a Roma 1954 negli anelli.